# August Denicke
Oberbaurat August Denicke (* 1863 in Buxtehude; † 11. Juni 1928) war ein deutscher Bauingenieur, Reichsbahndirektionspräsident in der Reichsbahndirektion Elberfeld, Oberingenieur der Anatolischen Eisenbahnen und Baudirektor für die Eisenbahnbauten im damaligen Deutsch-Südwestafrika.

## Leben
Denicke studierte Bauingenieurwesen an den Technischen Hochschulen Berlin, München und Hannover und bestand 1886 die erste Staatsprüfung in Hannover und 1891 die zweite nach Ausbildung bei der Eisenbahndirektion Elberfeld.
Im April 1891 wurde Denicke zum Königlichen Regierungsbaumeister (Ingenieurbaufach) ernannt. Nach zweijähriger Tätigkeit als Regierungsbaumeister im Bezirk der Eisenbahndirektion Frankfurt am Main wurde er bis 1896 zur Leitung des Baues einer Nebenbahn von Dessau nach Wörlitz und mehrerer Kleinbahnen beurlaubt. Es folgte eine dreijährige Tätigkeit im Bezirk der Eisenbahndirektion Berlin.
Von 1899 bis 1903 war Denicke abermals beurlaubt als Oberingenieur zu den Anatolischen Eisenbahnen. 1901 erhielt er als Oberingenieur der Anatolischen Eisenbahnen in Konstantinopel (heute: Istanbul) vom osmanischen Reich den Großherrlichen türkischen Medschidie-Orden III. Klasse und den Großherrlich türkischen Osmanie-Orden III. Klasse verliehen.
Anschließend an seine Arbeit für die Anatolischen Eisenbahnen war August Denicke zunächst als Eisenbahn-Bau- und -Betriebsinspektor bei der Königlichen Eisenbahndirektion in Hannover beschäftigt. Im Jahr 1904 entsandte die Eisenbahnverwaltung August Denicke auf eine Studienreise durch die USA. Ab 1906 arbeitete er bei der Eisenbahndirektion Berlin als Vorstand der Eisenbahnbetriebsinspektion 7. 1909 wurde er zum Regierungs- und Baurat ernannt.
Von 1911 bis 1913 war Denicke als Baudirektor für die Eisenbahnbauten im damaligen Deutsch-Südwestafrika (dem heutigen Namibia) zuständig. Im Dezember 1912 wurde ihm der Roten Adler-Orden IV. Klasse verliehen.
Nach seiner Rückkehr aus Afrika war er zunächst Mitglied der Eisenbahndirektion Münster in Westfalen, dann Betriebsleiter der Eisenbahndirektion Köln. Am 31. März 1918 stieg er zum Oberbaurat auf und wurde bald darauf zur Leitung der Eisenbahndirektion Elberfeld berufen, wo er im Juli 1919 Eisenbahndirektionspräsident wurde. In dieser Stellung verblieb er bis zu seiner Versetzung in den einstweiligen Ruhestand am 1. April 1924.
Als Ruheständler nahm Denicke weiterhin lebhaften Anteil an Fragen des Eisenbahnwesens und verfasste Aufsätze aus dem Betriebsdienst und über ausländische Eisenbahnen. Er hat auch mehrere Bücher aus dem praktischen Betriebsdienst zur Schulung des Bahnpersonals geschrieben.
August Denicke starb im Juni 1928. Beigesetzt wurde er auf dem interkonfessionellen Friedhof Heerstraße im heutigen Ortsteil Berlin-Westend. Das Grab ist nicht erhalten.

## Veröffentlichungen
- Neuere Eisenbahnbrücken in Nordamerika. In: Zentralblatt der Bauverwaltung. Nr. 39, 1906, S. 248–249 (zlb.de – 1. Teil).
- Neuere Eisenbahnbrücken in Nordamerika. In: Zentralblatt der Bauverwaltung. Nr. 41, 1906, S. 262–265 (zlb.de – 2. Teil, Schluss aus Nr. 39).
- Leistungsfähigkeit der Kopfbahnhöfe im Stadt- und Vorortverkehr. In: Zentralblatt der Bauverwaltung. Nr. 5, 1910, S. 28–31 (zlb.de).

## Ehrungen und Auszeichnungen
- 1901 Großherrlicher türkischer Medschidie-Orden III. Klasse[5]
- 1903 Großherrlicher türkischer Osmanie-Orden III. Klasse[6]
- 1912 Roten Adler-Orden IV. Klasse[7]